# Данієль Джафа
Данієль Джафа (алб. Daniel Xhafaj; нар. 1 травня 1977, Вльора, Албанія) — албанський футболіст, виступав на позиції нападника або другого нападника.
Більшу частини кар'єри провів в албанських клубах «Динамо» (Тирана), «Теута» (Дуррес), «Тирана», «Беса» (Кавая) та «Скендербеу». Протягом своєї 20-річної кар'єри Данієль відомий своєю здатністю вражати ворота і тим, що був смертельним нападником всередині штрафного майданчика. З 204-ма голи, залишається другим найкращим бомбардиром в історії албанської Суперліги.
У 2007 році зіграв 1 матч за збірну Албанії.

## Клубна кар'єра

### Ранні роки
Вихованець «Фламуртарі» (Вльора), у професіональному футболі дебютував у сезоні 1995/96 років. Наступного сезону виходив на поле частіше, зіграв 11 матчів, але голами не відзначився. Дебютним голом у дорослому футболі відзначився в сезоні 1997/98 років. У вище вказаному сезоні відзначився ще двома голами, чим допоміг «Фламуртарі» на 3 очки випередити найближчого конкурента, який перебував у зоні команд з ризиком пониження в класі. У сезоні 1998/99 років відзначився 10-ма голами в 23-ох матчах, але «Фламуртарі» знову ледь зміг уникнути пониження в класі.
У першій половині сезону 1999/2000 років відзначився 4-ма голами в 13-ти матчах, перш ніж перейшов у дружній клуб вищого дивізіону «Бюліс» (Балш), щоб отримати більшу кількість ігрової практики. За нетривалий період часу в «Бюлісі» відзначився 8-ма голами в 12-ох матчах чемпіонату. А команда з Балша завершила чемпіонат на почесному 5-му місці.
Вдалі виступи Данієля дозволили йому перейти в «Динамо» з Тирани. У своєму дебютному сезоні в футболці динамівців відзначився 10-ма голами в 26-ти матчах чемпіонату, а столичний клуб фінішував на 3-му місці в Суперлізі. Першим дорослим трофеєм у кар'єрі Джафи стала перемога в національному чемпіонаті, при цьому тріумф у Суперлізі став для «Динамо» першим за попередні 16 років. Він також вперше зіграв в єврокубках, оскільки «Динамо» вибило «Динамо» (Бухарест) в першому кваліфікаційному раунді Кубку УЄФА 2001/02.
У першій половині сезону 2002/03 років Джафа занепав, де за 13 матчів у чемпіонаті відзначився двома голами. У січні 2003 року повернувся до свого першого клубу «Фламуртарі» (Вльора), де грав до осені 2003 року. Джафа відзначився 4-ма голами в 21-му матчі в чемпіонаті за період перебування в складі «червнон-чорних».

### «Теута» (Дуррес)
Джафа приєднався до «Теути» (Дуррес) восени 2003 року, куди пішов грати протягом наступних чотирьох років. Дебютним голом у чемпіонаті відзначився 25 жовтня 2003 року в поєдинку 9-го туру проти «Беси» (Кавая). Після цього відзначився хет-триком, який став для нього другим у Суперлізі, завдяки чому допоміг вибороти три очки проти вище вказаного суперника. Данієль завершив свій перший сезон у Дурресі 21 голом у 24-ох матчах чемпіонату, а «Теута» фінішувала на 5-м у місці, завдяки чому потрапила до першого раунду Кубку Інтертото 2004 року.
Сезон 2004/05 років розпочався для нападника 20 червня, матчем першого раунду Кубку Інтертото проти МФК «Дубниця», в якому Теута здобула безгольову нічию. Також взяв участь у матчі-відповіді Муському стадіону Дубниці, в якому албанці поступилися з рахунком 0:4 й вибули з турніру. Сезон на внутрішній арені розпочав 21 серпня, в програному (1:6) поєдинку 1-го туру Суперліги проти «Влазнії» (Шкодер). 25 вересня відкрив рахунок забитим для себе м'ячам у сезоні, відзначився єдиним голом у поєдинку проти «Лачі». Три тижні по тому в поєдинку 8-го туру проти тиранського «Динамо» також відзначився голом у воротах команди-суперниці.
Першим хет-триком у сезоні відзначився 23 квітня наступного року у переможному (5:0) матчі проти аутсайдера чемпіонату «Лачі». Наступного туру повторив вище вказане досягнення, в програному (3:5) поєдинку проти «Тирани». Сезон 2004/05 років завершив 21 м'яч у 34 матчах чемпіонату, поступившись «Золотою бутсою» Доріану Бюлюкбаші з «Партизані» (Тирана). «Теута» (Дуррес) в черговий раз фінішувала на 5-му місці у чемпіонаті. Завдяки цьому команда потрапила до першого кваліфікаційного раунду Кубку УЄФА.
«Теута» розпочала свій шлях у кубку УЄФА 14 липня 2005 року, де в першому раунді вони зустрілися з боснійським клубом «Широкі Брієг». У вище вказаному матчі відзначився своїм першим єврокубковим голом, завдяки чому албанці здобули домашню перемогу (3:1). Проте в матчі-відповіді втратила свою перевагу в два м'ячі, поступившись з загальним рахунком 3:4 та вибула з турніру. До завершення сезону 2005/06 років виступав в оренді в «Ксамаксі», де відзначився 3-ма голами у 21-му матчі Суперліги Швейцарії. Також зіграв 2 матчі в кубку й влітку 2006 року повернувся до «Теути».
9 липня 2006 року Джафу віддали в оренду до «Ельбасані» для участі в Лізі чемпіонів. Дебютував у Лізі чемпіонів два дні по тому, в першому матчі першого кваліфікаційного раунду проти «Екранаса», в якому Ельбасані переміг з рахунком 1:0 на стадіоні «Ружді Біжута». Також грав у матчі-відповіді, але албанський клуб поступився з рахунком 0:3 (загальний рахунок 1:3). Джафа повернувся до «Теути» після вильоту «Ельбасані».
Данієль розпочав свій 4-й сезон у «Теуті» 26 серпня, відзначившись обвідним ударом у матчі першого туру албанської Суперліги 2006/07 проти «Динамо» з Тирани. 21 жовтня відзначився своїм 100-м голом в албанській Суперлізі, в переможному (2:0) поєдинку проти «Шкумбіні». 2 грудня відзначився своїм 50-им голом за «Теуту» в чемпіонаті, проти «Аполонії» (Фер). Сезон 2006/07 років з 20-ма голами у 31 матчі в чемпіонаті, в якому «Теута» фінішувала на другому місці, поступившись «Тирані». Його команда також дійшла до фіналу кубку Албанії, де відзначився одним з голів за «Теуту» в програному (2:3) поєдинку проти «Беси» (Кавая).
У липні 2007 року залишив команду. Загалом у футболці «Теути» відзначився 65-ма голами в 96-ти поєдинках.

### «Тирана»
Побував на перегляді в клубі австрійської Бундесліги «Рапід» (Відень), але до підписання контракту справа так і не дійшла. До одного з найуспішніших клубів Албанії Данієль приєднався вільним агентом. У команді отримав футболку з улюбленим 22-им номером. У складі «Тирани» дебютував 15 серпня в переможному (4:2) поєдинку суперкубку Албанії 2007 проти «Беси» (Кавая), таким чином завоював свій перший трофей у новому сезоні. Вище вказаний трофей став третім для Данієля. Наступного тижня дебютував за новий клуб вже в Суперлізі, в програному (0:1) виїзному поєдинку проти «Фламуртарі» (Вльора). Джафа продемонстрував повільний старт та погану форму в перших матчах сезону. Першим голом у сезоні відзначився 7 листопада, ударом головою на 39-й хвилині проти своєї колишньої команди «Теути» (Дуррес), зрівнявши рахунок у матчі (заершився перемогою для «Тирани», 2:1). Другим голом відзначився в переможному (3:2) поєдинку 14-го туру проти «Скендербеу» (третя поспіль перемога в чемпіонаті). Наприкінці 2007 року Джафа зайняв 43-тє місце у списку 50 найкращих бомбардирів за версією IFFHS. Данієль покращив свою результативність у другій половині сезону, відзначився голами в обох матчах кубку Албанії 2007/08 проти «Лачі». Иакож відзначився голом у переможному (2:1) поєдинку 25-го туру проти «Ельбасані». Цей сезон виявився одним з найневдаліших для «Тирани», клуб фінішував на 6-му місці в чемпіонаті. Данієль же відзначився 8-ма голами в сезоні 2007/08 років, що є його найгіршим показником в албанських чемпіонатах починаючи з сезону 2002/03 років. В національному кубку відзначився 4-ма голами, а «Тирана» поступилася в фіналі «Влазанії» (Шкодер). По завершенні сезону Джафа залишився єдиним футболістом «Тирани» з чинним контрактом.
Данієля відправили в оренду до дружнього для «Тирани» столичного «Динамо», щоб підсилити його для участі в Лізі чемпіонів. Зіграв у програному (0:2) першому матчі другого кваліфікаційного раунду вище вказаного турніру проти «Модрича». Також зіграв у матчі-відповіді, забивши на 72-й хвилині, що відродило сподівання «Динамо» на продовження боротьби в кваліфікації, перш ніж «Модрич» двічі забив на останніх хвилинах й переміг з рахунком 2:1.
Сезон у національних змаганнях розпочав 24 серпня 2008 року в безгольовій нічиїй Албанського дербі проти «Влазанії» (Шкодер). Першим голом у новому сезоні відзначився в 3-му турі столичного дербі проти «Партизані» (Тирана). 14 жовтня потрапив до таблиці результатів матчу-відкриття Trofeu Taçi Oil проти тодішнього переможця клубного чемпіонату світу «Мілана». Відзначився влучним ударом в межах штрафного майданчика, який приніс перемогу албанському клубу (2:1). Першим голом у сезоні 2008–2009 року в національному кубку Джафа відзначився 29 жовтня в нічийному (1:1) поєдинку першого матчу першого раунду проти «Тарбуні Пука». Зрештою, Данієль завершив сезон з 10-ма голами, чим допоміг «Тирані» здобути 24-ий чемпіонський титул, який став також 2-им у кар'єрі Джафи. Також відзначився двома голами на шляху «Тирани» в національному кубку, а в фіналі турніру столичний клуб програв (1:2) «Фламуртарі» (Вльора).
Свій третій сезон у футболці «Тирани» розпочав у другому кваліфікаційному раунді Ліги Європи 2009/10 проти «Стабека». Зіграв в обох матчах, але не зміг допомогти уникнути поразки албанському клубу з загальним раунком 1:5. У серпні 2009 року залишив команду. Розставання з командою було затьмарене переведенням на незвичну позицію на футбольному полі та напруженими стосунками з головним тренером Сулейманом Мемою.

### «Беса» (Кавая)
Данієль підписав контрак з «Бесою» (Кавая) 27 серпня 2009 року, після матчі «Тирани» в кваліфікації Ліги чемпіонів проти норвезького «Стабека». Неможливість «Тирани» пройти до наступного раунду спонукала Данієля розглянути інші варіанти продовження кар'єри. Один з них була пропозиція від президента «Беси» Неджата Бізділі, який мав амбіції зробити «Бесу» одним з провідних клубів Албанії. За декілька днів до оформлення угоди з нападником мав зустріч з Біжділі, щоб обговорити потенційний трансфер, після того, як був переконаний, що підпише контракт 27 серпня 2009 року і тренувався з іншими гравцями клубу на їх передсезонному тренувальному зборі в Маврові.
Дебютував у новій команді в першому матчі першого туру чемпіонату, який завешився для «Беси» перемогою над «Влазнією» (Шкодер). У поєдинку 5-го туру чемпіонату відзначився швидким голом, чим перемогти «Скендербеу» та вийти на перше місце в чемпіонаті, набравши однакову кількість очок разом з «Динамо». 29 листопада 2009 року, у виїзному матчі 12-го матчу проти «Влазнії» (Шкодер), Джафа відзначився голом на 35-й секунді матчу, таким чином вище вказаний гол став 4-им найшвидшим голом в історії албанської Суперліги; а «Беса» перемогла з рахунком 3:2. Цей гол став першим для Данієля за попередні 6 матчів. Його гол став четвертим найшвидшим і історії чемпіонату, після м'ячів Стевана Рачича, Гьєрджі Музаки та Мігена Мемеллі.
Відзначився голом у третьому розіграші Taçi Oil Cup проти іспанського гранда «Реал Мадрид», у футболці «Грамозі»; цей гол дозволив албанцям протягом двох хвилин вести в рахунком, але в підсумку «Грамозі» поступилася з рахунком 1:2 на стадіоні Кемаль Стафа. Джафа розпочав другу частину сезону результативно; забивав у кожному третьому з чотирьох матчів ліги, коли Беса набрав 12 очок, щоб залишитися на другій позиції, відстаючи на 12 очок від лідера «Динамо». Джафа також відзначався голами в обох ногах матчах третього раунду Кубку Албанії 2009/10 проти «Тирани», в якому «Беса» вийшла до наступного раунду завдяки правилу виїзного голу.
7 березня 2010 року Данієль досяг свого минулорічного показника результативності другий сезон поспіль, відзначився єдиним голом своєї команди в програному (1:2_ домашньому поєдинку проти «Скендербеу». 9 травня Джафа виграв свій перший трофей з «Бесою», Кубок Албанії, після перемоги над "Влазнею" (2:1) у додатковий час. Дебютним хет-триком у сезоні відзначився 14 травня в передостанньому турі проти «Грамозі», в якому його команда перемогла з рахунком 6:4. Цей хет-трик став першим для Данієля в команді та 4-им у кар'єрі. Вище вказаний хет-трик та гол в останньому турі у ворота «Динамо» дозволили довести показник забитих м'ячів до 18 та вперше в кар'єрі завоювати Золоту бутсу чемпіонату, випередивши гравця «Динамо» Еліса Бакая. Загалом Джафа завершив сезон з 21 голом, яким відзначився у чемпіонаті та кубку, оскільки «Беса» стала віце-чемпіоном ліги (поступилася лише «Динамо»), то команда забезпечила собі місце в Європі на наступний сезон. Данієль залишив клуб на початку червня.

### «Фламуртарі»
Джафа повернувся в «Фламуртарі» 12 червня 2010 року вільним агентом, при цьому домовився про річну зарплату в розмірі 70 000 євро. Того ж дня нападника офіційно представили та вручили футболку з 22-им ігровим номером.
Дебютував за «Фламуртарі» 21 серпня в переможному матчі 1-го туру проти чинного чемпіона «Динамо» (Тирана). Після цього в наступному матчі клуб з Фльори зустрівся з іншим строличним колективом, «Тираною», відзначився голом та допоміг команді перемогти (2:1) й вивести клуб на перше місце в чемпіонаті.
Отримав видалення на 17-й хвилині програного (1:3) виїзного поєдинку проти «Шкумбіні», що змусило його пропустити наступний матч проти «Лачі», який його команда виграла з рахунком 1:0. Починаючи з жовтня, Джафа продовжував забивати в 7 поспіль матчах ліги, в тому числі й 7 листопада в переможному (4:0) домашньому матчі проти претендентів на чемпіонство «Скендербеу». Його серія завершилася 13 грудня переможним (1:0) поєдинку проти «Беси» (Кавая). «Фламуртарі» закінчив першу частину сезону на першому місці на три очки випередивши найближчого переслідувачі. Данієль відзначився 12-ма голами в 15-ти матчах.
Джафа розпочав 2011 рік, відзначився голами у кожному з перших трьох матчів ліги другої частини сезону; перший з яких — у переможному (1:2) у поєдинку проти «Кастріоті», другий — у переможному (4:2) поєдинку проти «Шкумбіні» та третій в переможному поєдинку проти «Лачі». Ці перемоги допомогли команді продовжити лідирувати в чемпіонаті, випереджаючи в таблиці «Скендербеу».
Джафа став головним героєм у суперечливій виїзній поразці (0:1) проти «Скендербеу» у «битві на чемпіонат». «Фламуртарі» програв матч після суперечливого пенальті, призначеного на 31-й хвилині. Команда також грала понад півгодини з 10-ма гравцями після вигдалення Бледара Деволлі. Данієль публічно звинуватив арбітра в тому, що той вирішив долю гри. В одному з інтерв'ю в 2017 році, коли його запитали про цей матч, Джафа заявив: «Мені було неприємно бачити такі епізоди. За свою довгу кар'єру суддя вперше визначає гру, яка визначає титул як такий, тому що він це визначив. Це катастрофа, і я запрошую АФА втрутитися, тому що вони контролюють рішення суддів». АФА також позбавив клуб трьох очок після відмови від продовження гри проти «Влазнії» (Шкодер); вони залишили поле на 89-й хвилині після пенальті, призначеного на користь «Влазнії». «Фламуртарі» на той час перемогав з рахунком 1:0, після голу Данієля. Федерація дала "Влазнії" перемогу з рахунком 3:0.
«Фламуртарі» завершив чемпіонат на 2-му місці. Особисто для Джафи цей сезон виявився вдалим, оскільки другий сезон поспіль йому вдалося виграти «Золоту бутсу», відзначившись 19 голами у 31-му матчі. Також УЄФА назвало Данієля гравцем року. Також зіграв 2 матчі в національному кубку, але його команда вибула вже в другому раунді вище вказаного турніру.
У липні 2011 року головний тренер команди Шпетім Гійка надав статус вільного агента Данієлю Джафі, а також ще трьом гравцям основгого складу: Себіно Плаку, Бледару Деволлі та Джуліану Ахматаю.

### «Скендербеу»
Незважаючи на інтерес з боку грецького клубу «ПАС Яніна», 23 липня 2011 року, лише через 4 дні після відходу з «Фламуртарі», Джафа підписав 1-річний контракт з чемпіоном Албанії «Скендербеу». Вважалося, що він уклав угоду на сезон 2011/12 років з зарплатнею в 70 000 євро. Отримав футболку з 22-им ігровим номером, під яким 18 серпня й дебютував за нову команду в програному (0:1) домашньому поєдинку Суперкубку Албанії 2011 проти «Тирани». Цей поєдинок також затримався на одну годину через сутички між фанатами. У чемпіонаті Албанії дебютував за «Скендербеу» 10 вересня в безгольовому нічийному поєдинку першого туру проти «Томорі».
31 жовтня Джафа відзначився єдиним голом у матчі проти «Кастріоті», яким перервав свою 501-хвилинну безгольову серію. Це була перша перемога «Скедербеу» під керівництвом Станислава Леви. Місяць по тому знову відзначився голом, цього разу в матчі групи C Кубку Албанії 2011-12 проти «Люфтерарі», щоб допомогти «Скендербеу» здобути домашню перемогу з рахунком 2:0. Зрештою, команда посіла друге місце в своїй групі та вийшла до чвертьфіналу.
5 грудня відзначився голом у програному (2:3) поєдинку проти «Бюліс» (Балш), через яку «Скендербеу» опустився на 3-тє місце в чемпіонаті. Його визнали гравцем вище вказаного матчу. 2012 рік розпочав 4-им голом у національному кубку, в переможному (2:1) матчі-відповіді чвертьфіналу Другої групи проти «Лачі» на однойменному стадіоні. 12 травня, 4-й поспіль сезон, Джафа досяг двозначних цифр голів у чемпіонаті, відзначившись м'ячем у переможному (3:1) виїзному поєдинку проти «Поградеця», який зрештою фінішував останнім у турнірній таблиці чемпіонату.
Данієль завершив сезон як найкращий бомбардир «Скендербеу». Він відзначився 15 голами у всіх змаганнях, у тому числі 11-ма — в чемпіонаті, а команда вдруге поспіль виграла Суперлігу. Також відіграв важливу роль у кубку, відзначився 4-ма голами в 10-ти матчах турніру, але в фінальному матчі «Скендербеу» поступився «Тирані».
Продовжував захищати кольори клубу в другому кваліфікаційному раунді Ліги чемпіонів. Зіграв в обох матчах у стартовому складі, але «Скендербеу» поступився «Дебрецену» з загальним рахунком 1:3. Залишив команду на початку серпня 2012 року після невдалих спроб домовитися про нову угоду зі «Скендербеу».

### Повернення до «Теути»
2 вересня 2012 року, після 5-річної паузи, повернувся до «Теути» (Дурреш), з яким підписав 1-річний контракт. Він взяв свою улюблену футболку з № 22 і розпочав сезон дещо пізніше 26 серпня, у переможному (1:0) поєдинку проти «Шкумбіні». На 61-й хвилині змарнував шанс реалізувати пенальті, але його удар відбув Елвіс Которрі. Пропустив другий тур через травму. Йому довелося почекати до 10 листопада, щоб відзначитися першими голами сезону у поєдинку проти «Аполонії» на стадіоні Лоні Папучіу з рахунком 2:1, завдяки чому «Теута» вийшла на друге місце. Тиждень по тому відзначився першим домашнім голом, чим допоміг здобути перемогу (3:0) проти «Бюліса» (Балш).
9 грудня Данієль отримав пряму червону картку в програному (0:4) поєдинку проти «Лачі». Ця червона картка стала першою для нападника з жовтня 2010 року. Другу частину сезону розпочав потужно, відзначившись у кожному з перших двох матчів, коли «Теута» виграла 3:0 та 2:0 відповідно проти «Шкумбіні» та «Люффеттарі». Джафа завершив сезон 2012/13 років з 10 голами в 23 матчах, коли «Теута» фінішувала срібним призером, поступившись титулом «Скендербеу». Окрім цього, також зіграв 3 матчі в Кубку, оскільки «Теута» вилетів групі Б чвертьфіналу Кубку Албанії 2012/13.
15 липня 2013 року підписав 1-річний контракт з «Теутою», продовжуючи кар'єру в Дурресі. Говорячи про це, Джафа сказав: «Я вирішив залишитися у «Теуті» ще на один сезон, тому що тут мені добре. Ми пройшли чудовий сезон і вийшли в Європу. У нас новий виклик у новому сезоні». Сезон 2013/14 років розпочав домашньою перемогою (3:1) у першому етапі першого кваліфікаційного раунду Ліги Європи 2013/14 років проти «Дачії» (Кишинів). «Теута» програла матч-відповідь (0:2) й вибула з турніру через правило виїзного голу. Матч оголосили фіксованим як Federbet, організацією, яка бореться подібними з матчами.
Джафа розпочав сезон 31 серпня, відзначився головою у переможному (2:1) поєдинку 1-го туру албанської Суперліги 2013/14 проти «Бюліса» (Балш). У вересні 2013 року визнаний найкращим гравцем місяця албанської Суперліги, відзначившись двома голи у чотирьох матчах, які принесли «Теуті» шість очок. Жовтень був ще кращим для ветерана, оскільки відзначився чотирьма голами в чотирьох матчах, у тому числі й у переможному (3:2) матчі проти «Влазнії» (Шкодер), чим допоміг «Теуті» вийшли на перше місце.
У грудні 2013 року гра Данієля була винагороджена званням Албанський футболіст року, ставши першим гравцем «Теути» (Дуррес), який отримав вище вказану нагороду. У другій частині сезону 2013/14 років результативність Джафи впала, відзначився 5-ма голами у 16 матчах, а «Теута» в підсумку фінішувала на 4-те місце. Загалом, Джафа відзначився 14 голами у 32 матчах чемпіонату, покращивши свою гольову результативність у порівнянні з минулим сезоном. Також зіграв 4 матчі в Кубку, оскільки «Теута» вибув у півфіналі від «Кукесі».
30 травня 2014 року залишив команду по завершенні сезону після закінчення терміну дії контракту, а керівництво клубу вирішили не продовжувати контракт. Джафа закінчив своє третє перебування в команді 25 голами у 64 матчах у всіх турнірах.

### «Динамо» (Тирана) та завершення кар'єру
У листопаді 2014 року Джафа розпочав тренування в Динамо (Тирана), оскільки на той час нападник перебував у статусі вільного агенту. Його повернення привітав адміністратор клубу Саляй, який сказав наступні слова: «Для мене велика честь і задоволення повернути екс-чемпіона «Динамо» до складу команди, щоб він зробив внесок у цю категорію». 15 січня наступного року Джафа офіційно підписав 1-річний контракт з клубом, а щомісячна заробітна плата становила 150 000 албанських леків (близько 1100 євро). Свій перший матч у сезоні зіграв 7 лютого, провівши усі 90 хвилин програного (0:1) виїзного поєдинку проти «Люшні». Після цього зіграв ще два матчі в чемпіонаті, а в березні 2015 року завершив футбольну кар'єру.

## Кар'єра в збірній
Вперше до табору національної збірної Албанії викликаний у березні 2007 року головним тренером Отто Баричем на товариський матч проти Другої збірної Англії. На Терф Мур албанці поступилися з рахунком 1:3, а Данієль виявився єдиним албанським футболістом, який так і не вийшов на футбольне поле. Продовжував перебувати в таборі команди й на поєдинок кваліфікації чемпіонату Європи 2008 року проти Люксембургу. Дебютував за національну команду 6 червня на стадіоні Жозі Бартель, вийшовши на футбольне поле на останні 13 хвилин програного (0:3) албанцями поєдинку проти вище вказаного суперника. У січні 2008 року отримав черговий на тренувальний збір Албанії в турецькій Анталії, який проходив з 14 по 23 січня.

## Статистика виступів

### Клубна
Станом на 21 лютого 2015
| Клуб                       | Сезон             | Ліга                    | Ліга  | Ліга | Кубок | Кубок | Європа | Європа | Інші  | Інші | Загалом | Загалом |
| Клуб                       | Сезон             | Дивізіон                | Матчі | Голи | Матчі | Голи  | Матчі  | Голи   | Матчі | Голи | Матчі   | Голи    |
| -------------------------- | ----------------- | ----------------------- | ----- | ---- | ----- | ----- | ------ | ------ | ----- | ---- | ------- | ------- |
| «Фламуртарі»               | 1995–96           | Суперліга Албанії       | 1     | 0    | 0     | 0     | —      | —      | —     | —    | 1       | 0       |
| «Фламуртарі»               | 1996–97           | Суперліга Албанії       | 11    | 0    | 0     | 0     | —      | —      | —     | —    | 11      | 0       |
| «Фламуртарі»               | 1997–98           | Суперліга Албанії       | 22    | 3    | 0     | 0     | —      | —      | —     | —    | 22      | 3       |
| «Фламуртарі»               | 1998–99           | Суперліга Албанії       | 23    | 10   | 0     | 0     | —      | —      | —     | —    | 23      | 10      |
| «Фламуртарі»               | 1999–2000         | Суперліга Албанії       | 13    | 4    | 2     | 5     | —      | —      | —     | —    | 15      | 9       |
| «Фламуртарі»               | Загалом           | Загалом                 | 70    | 17   | 2     | 5     | —      | —      | —     | —    | 72      | 22      |
| «Бюліс» (Балш)             | 1999–2000         | Суперліга Албанії       | 12    | 8    | 0     | 0     | —      | —      | —     | —    | 12      | 8       |
| «Динамо» (Тирана)          | 2000–01           | Суперліга Албанії       | 25    | 10   | 0     | 0     | —      | —      | —     | —    | 25      | 10      |
| «Динамо» (Тирана)          | 2001–02           | Суперліга Албанії       | 25    | 11   | 0     | 0     | 2      | 0      | —     | —    | 27      | 11      |
| «Динамо» (Тирана)          | 2002–03           | Суперліга Албанії       | 13    | 2    | 0     | 0     | 4      | 0      | 0     | 0    | 17      | 2       |
| «Динамо» (Тирана)          | Загалом           | Загалом                 | 63    | 23   | 0     | 0     | 6      | 0      | 0     | 0    | 69      | 23      |
| «Фламуртарі»               | 2002–03           | Суперліга Албанії       | 14    | 4    | 0     | 0     | —      | —      | —     | —    | 14      | 4       |
| «Фламуртарі»               | 2003–04           | Суперліга Албанії       | 7     | 0    | 0     | 0     | —      | —      | —     | —    | 7       | 0       |
| «Фламуртарі»               | Загалом           | Загалом                 | 21    | 4    | 0     | 0     | —      | —      | —     | —    | 21      | 4       |
| «Теута»                    | 2003–04           | Суперліга Албанії       | 24    | 21   | 0     | 0     | —      | —      | —     | —    | 24      | 21      |
| «Теута»                    | 2004–05           | Суперліга Албанії       | 34    | 21   | 0     | 0     | 2      | 0      | —     | —    | 36      | 21      |
| «Теута»                    | 2005–06           | Суперліга Албанії       | 0     | 0    | 0     | 0     | 2      | 1      | —     | —    | 2       | 1       |
| «Теута»                    | 2006–07           | Суперліга Албанії       | 31    | 20   | 1     | 1     | —      | —      | —     | —    | 32      | 21      |
| «Теута»                    | 2007–08           | Суперліга Албанії       | 0     | 0    | 0     | 0     | 2      | 1      | —     | —    | 2       | 1       |
| «Теута»                    | Загалом           | Загалом                 | 89    | 62   | 1     | 1     | 6      | 2      | —     | —    | 96      | 65      |
| «Ксамакс» (оренда)         | 2005–06           | Суперліга Швейцарії     | 21    | 3    | 2     | 0     | 0      | 0      | —     | —    | 23      | 3       |
| Ельбасані (оренда)         | 2006–07           | Суперліга Албанії       | 0     | 0    | 0     | 0     | 2      | 0      | 0     | 0    | 2       | 0       |
| «Тирана»                   | 2007–08           | Суперліга Албанії       | 32    | 8    | 7     | 4     | —      | —      | 1     | 0    | 40      | 12      |
| «Тирана»                   | 2008–09           | Суперліга Албанії       | 31    | 10   | 7     | 2     | —      | —      | —     | —    | 38      | 12      |
| «Тирана»                   | 2009–10           | Суперліга Албанії       | 0     | 0    | 0     | 0     | 2      | 0      | 0     | 0    | 2       | 0       |
| «Тирана»                   | Загалом           | Загалом                 | 63    | 18   | 14    | 6     | 2      | 0      | 1     | 0    | 80      | 24      |
| «Динамо» (Тирана) (оренда) | 2008–09           | Суперліга Албанії       | 0     | 0    | 0     | 0     | 2      | 1      | —     | —    | 2       | 1       |
| «Беса» (Кавая)             | 2009–10           | Суперліга Албанії       | 32    | 18   | 7     | 3     | —      | —      | —     | —    | 39      | 21      |
| «Фламуртарі»               | 2010–11           | Суперліга Албанії       | 31    | 19   | 2     | 0     | —      | —      | —     | —    | 33      | 19      |
| «Фламуртарі»               | 2011–12           | Суперліга Албанії       | 0     | 0    | 0     | 0     | 3      | 1      | —     | —    | 3       | 1       |
| «Фламуртарі»               | Загалом           | Загалом                 | 31    | 19   | 2     | 0     | 3      | 1      | —     | —    | 36      | 20      |
| «Скендербеу»               | 2011–12           | Суперліга Албанії       | 24    | 11   | 10    | 4     | —      | —      | 1     | 0    | 35      | 15      |
| «Скендербеу»               | 2012–13           | Суперліга Албанії       | 0     | 0    | 0     | 0     | 2      | 0      | 0     | 0    | 2       | 0       |
| «Скендербеу»               | Загалом           | Загалом                 | 24    | 11   | 10    | 4     | 2      | 0      | 1     | 0    | 37      | 15      |
| «Теута»                    | 2012–13           | Суперліга Албанії       | 23    | 10   | 3     | 0     | —      | —      | —     | —    | 26      | 10      |
| «Теута»                    | 2013–14           | Суперліга Албанії       | 32    | 14   | 4     | 0     | 2      | 1      | —     | —    | 38      | 15      |
| «Теута»                    | Загалом           | Загалом                 | 55    | 24   | 7     | 0     | 2      | 1      | —     | —    | 64      | 25      |
| «Динамо» (Тирана)          | 2014–15           | Перший дивізіон Албанії | 3     | 0    | 0     | 0     | —      | —      | —     | —    | 3       | 0       |
| Усього за кар'єру          | Усього за кар'єру | Усього за кар'єру       | 481   | 207  | 45    | 19    | 25     | 5      | 2     | 0    | 553     | 231     |

1. 1 2 3  Матч(і) в Кубку УЄФА
2. 1 2 3 4 5  Матч(і) в Лізі чемпіонів
3. ↑  Матч(і) в Кубку Інтертото
4. 1 2  Матчі в Суперкубку Албанії
5. 1 2  Матч(і) в Лізі Європи

### У збірній

#### По роках
Станом на 6 червня 2007
| Національна збірна | Рік     | Матчі | Голи |
| ------------------ | ------- | ----- | ---- |
| Албанія            | 2007    | 1     | 0    |
| Загалом            | Загалом | 1     | 0    |

#### По матчах
| Дата     | Місто      | Господарі  | Результат | Гості   | Турнір            | Голи | Примітки |
| -------- | ---------- | ---------- | --------- | ------- | ----------------- | ---- | -------- |
| 6-6-2007 | Люксембург | Люксембург | 0 – 3     | Албанія | Відбір до ЧЄ 2008 | -    | 77'      |
| Усього   |            | Матчів     | 1         |         | Голів             | 0    |          |

## Досягнення

### Клубні
«Динамо» (Тирана)
- Суперліга Албанії
  -  Чемпіон (1): 2001/02

«Теута»
- Кубок Албанії
  -  Володар (1): 2004/05

«Тирана»
- Суперліга Албанії
  -  Чемпіон (1): 2008/09
- Суперкубок Албанії
  -  Володар (1): 2007

«Беса» (Кавая)
- Кубок Албанії
  -  Володар (1): 2009/10

«Скендербеу»
- Суперліга Албанії
  -  Чемпіон (1): 2011/12

### Індивідуальні
- Золота бутса Суперліги Албанії: 2009/10, 2010/11
- Найкращий гравець місяця в Суперлізі Албанії: вересень 2013[101]
- Футболіст року в Албанії: 2013[105]